# La Vierge du Danube
La Vierge du Danube (Das Donauweibchen) est un opéra-féerie du compositeur autrichien Ferdinand Kauer (1751-1831) d'après la pièce de Karl Friedrich Hensler, Das Donauweibchen (1792-1798). Il se rattache au genre singspiel héroïco-romantique. La datation de sa composition diffère selon les sources. Certaines citent 1792; d'autres 1795; d'autres plus fiables 1798,. Il est joué pour la première fois au Theater in der Leopoldstadt de Vienne.
Cet opéra a connu un immense succès tout au long du XIXe siècle et a parcouru les scènes européennes. La critique musicale moderne le définit plutôt comme une féerie extravagante qui ne cadre pas bien avec la crainte romantique.

## Résumé
Le sujet est basé sur la légende allemande de la pauvre Lorelei et de son amour pour un riche chevalier qui l'a trahie. Lorelei, d'un chagrin insupportable, se jeta de la falaise Lorelei dans le Rhin et se transforma en sirène. Cependant, l'intrigue de cet opéra n'est pas une tragédie, mais une comédie : la vie d'une sirène au fond du fleuve et dans son élément, l'eau.

## Réception de cet opéra en Russie
L'opéra est présenté pour la première fois au public pétersbourgeois en 1803 en version russe. Par la suite, Stepan Davydov ajoute en 1804 des motifs russes et Nikolaï Krasnopolski modifie le livret en donnant des noms slaves, les droits d'auteur n'existant pas à cette époque; la jeune fille devient Lesta et le chevalier, le prince Vidostan; le Danube devient le Dniepr. Le titre devient Lesta, la sirène du Dniepr. Après le départ de Davydov des Théâtres impériaux, Catterino Cavos le remplace et modifie aussi la musique et le livret, ajoutant des scènes de ballet avec une machinerie lourde et une chorégraphie du maître de ballet Auguste,. Cette version de 1807 est présentée sous le titre de Roussalka, la roussalka étant un équivalent mythique slave de la sirène des eaux des rivières. Le succès de cet opéra est considérable dans la première moitié du XIXe siècle et continue en province jusqu'à la fin du siècle. Alexandre Serov se plaint de son succès en province qui selon lui a cinquante ans de retard par rapport au goût de Saint-Pétersbourg et de Moscou.
Léon Tolstoï dans Enfance se souvient comment il a dansé pour la première fois à un bal un quadrille tiré de cet opéra.